# Hemorrhois hippocrepis
Couleuvre fer-à-cheval
Espèce
Synonymes
- Coluber hippocrepis Linnaeus, 1758
- Coluber domesticus Linnaeus, 1767
- Coluber diadema Bonelli, 1834
- Coluber hippocrepis nigrescens Cattaneo, 1985

Statut de conservation UICN

 LC  : Préoccupation mineure
Hemorrhois hippocrepis ou Couleuvre fer-à-cheval est une espèce de serpents de la famille des Colubridae. Cette couleuvre se rencontre autour de la mer Méditerranée occidentale.

## Répartition
Cette espèce se rencontre dans une grande partie de la péninsule Ibérique (Espagne, Portugal, Gibraltar) et en Afrique du Nord (Maroc, Algérie, Tunisie). Elle est aussi présente en Sardaigne, sur l'île de Pantelleria et depuis le début des années 2000 à Ibiza (Baléares), où elle est invasive,.

## Liste des sous-espèces
Selon The Reptile Database (14 février 2014) :
- Hemorrhois hippocrepis hippocrepis (Linnaeus, 1758)
- Hemorrhois hippocrepis nigrescens (Cattaneo, 1985)

## Description
C'est une grande couleuvre vive et rapide. Adulte elle atteint entre 100 et 140 cm, avec un maximum de 185 cm. Les mâles sont un peu plus grands que les femelles en moyenne. Elle a de grands yeux. Ses pupilles très visibles sont rondes comme pour toutes les couleuvres d'Europe occidentale.
Elle est assez colorée, avec une couleur de fond jaune ou gris, souvent envahie de sombre. Les alentours de la gorge sont souvent orangés, et parfois tout le dessous du corps. Sur cette couleur de fond contrastent des grandes taches arrondies plus sombres, souvent noires, parfois rousses, bordurées de clair plus concentré que sur le fond. Ces taches sombres couvrent une grande partie de la surface du dos, puis fusionnent en arrivant à la queue pour former une raie médiane régulière. Des taches sombres moins grandes couvrent aussi les flancs en alternance avec celles du dos, et se rejoignent également au niveau de la queue pour former des raies latérales.
Hemorrhois hippocrepis étant originaire d'Afrique du Nord, où elle a trouvé son refuge glaciaire, la parure particulière de cette couleuvre et son comportement de défense sont probablement le fruit d'un mimétisme batésien avec Daboia mauritanica.

## Comportement
Elle n'est pas venimeuse et est totalement inoffensive pour l'homme. Elle est craintive et s'enfuit le plus souvent. Dérangée, elle aplatit sa tête qui devient triangulaire, ce qui la fait ressembler à une vipère, se replie en S et souffle. Elle se défend énergiquement en mordant si on l'importune.

## Étymologie
L'épithète spécifique hippocrepis vient du grec ἵππος, « cheval », et κρηπίς, « chaussure », donc « en fer à cheval » en référence à la forme du dessin qu'elle présente à l'arrière de la tête.

## StatutIUCN
Cette espèce de Colubridae est classée Préoccupation mineure (LC) sur la liste rouge des espèces menacées IUCN du fait de sa zone de répartition relativement grande. Selon IUCN : "Une tolérance de modification (dégradation) de son habitat est possible, une grande population est présumée et qu'il est peu probable que l'espèce soit en déclin rapidement, cette espèce est inscrite en préoccupation mineure".

## Captivité
- La Ménagerie du Jardin des plantes détient au moins un spécimen de Hemorrhois hippocrepis, maintenu dans un terrarium d'un peu plus d'un mètre carré (février 2015).

## Espèce invasive
Depuis 2003, dans l'île d'Ibiza, Hemorrhois hippocrepis est une espèce reconnue comme invasive. Son introduction est le résultat de l'importation d'oliviers du continent, dans les racines desquelles s'abritaient ces couleuvres. Les lézards endémiques de l'archipel des Baléares, notamment Podarcis pityusensis d'Ibiza, ont évolué en l’absence de prédateur de cette importance ; ils sont donc menacés. D'autres serpents introduits plus anciennement posent problèmes dans cet archipel, comme Macroprotodon mauritanicus et Zamenis scalaris, introduits dès l'époque romaine, qui ont déjà fait disparaitre certains lézards dans les îles principales, et Natrix maura qui a entrainé la quasi-disparition d’Alytes muletensis. Leurs effets s'ajoutent à ceux d'autres prédateurs étrangers à l'archipel comme les chats domestiques et les rats. Hemorrhois hippocrepis a également été introduite à Pantelleria et en Sardaigne, où elle n'est pas considérée comme nuisible.

## Galerie

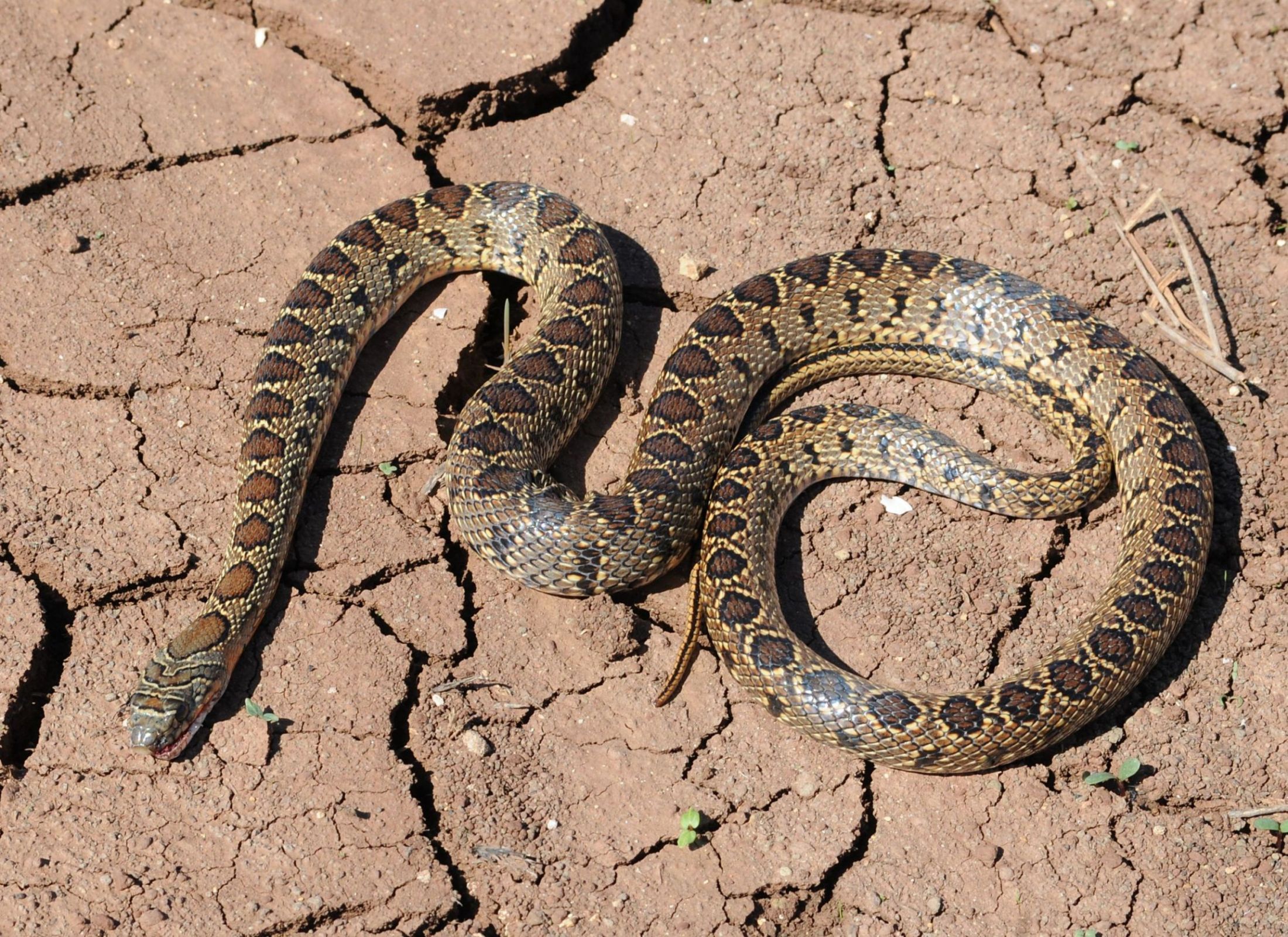
Adulte
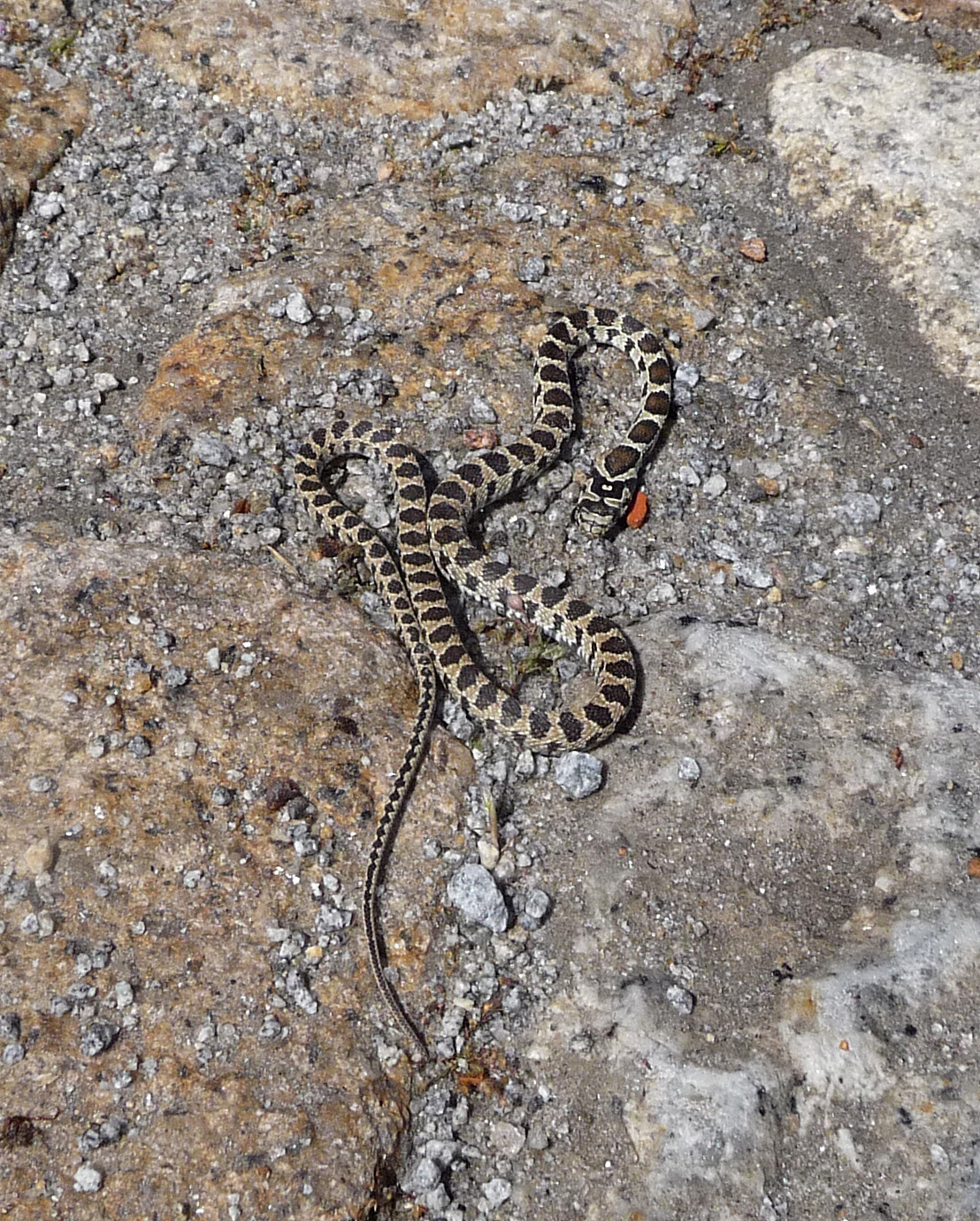
Juvénile
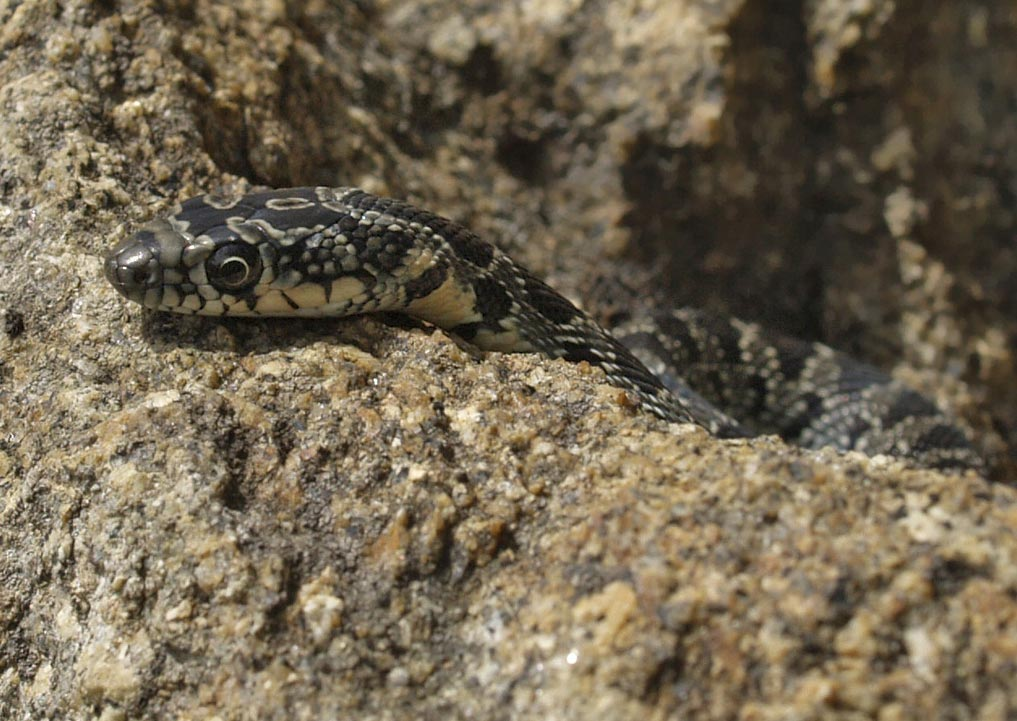
Tête d'un juvénile
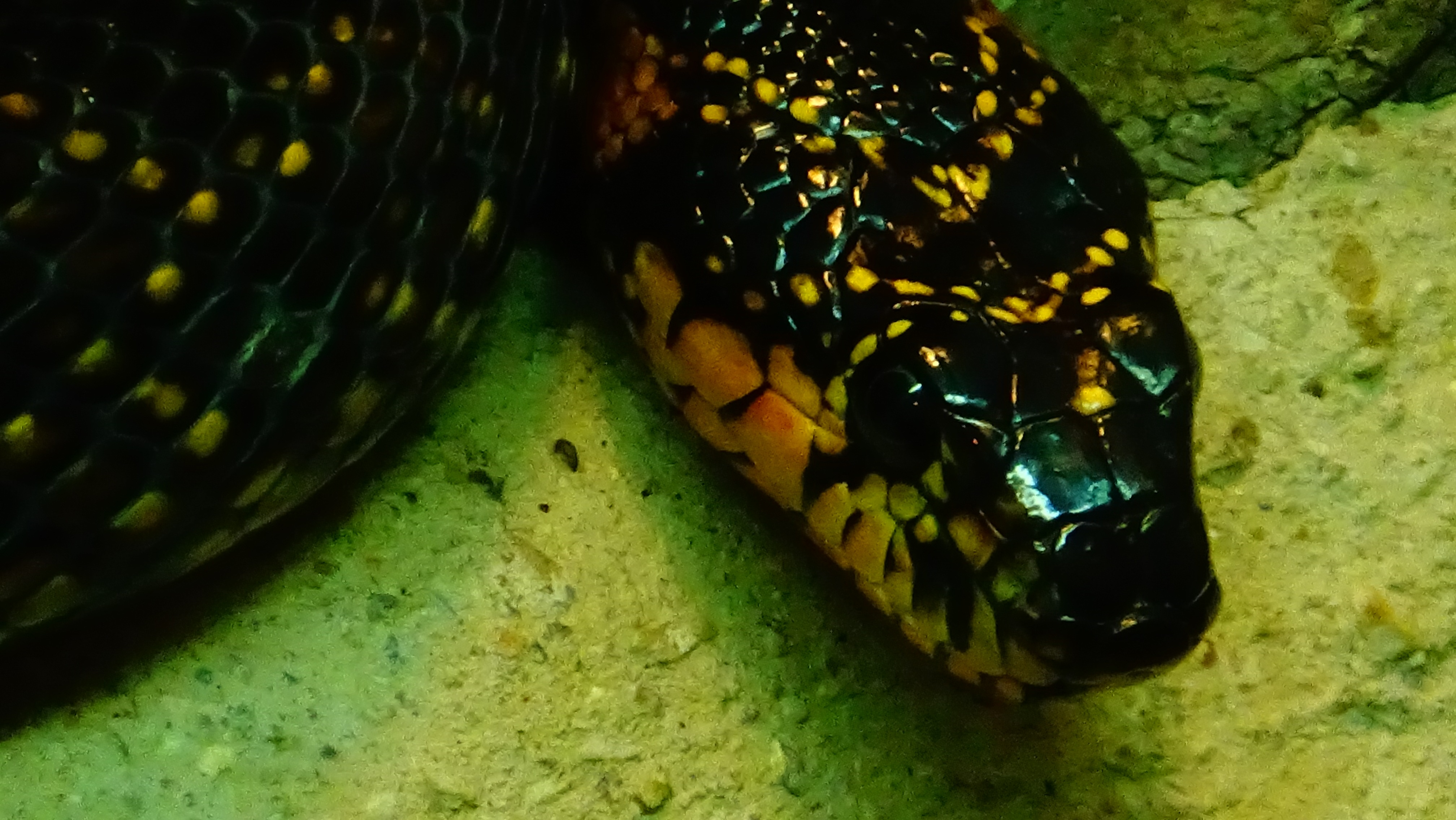
Tête d'un spécimen quasi-adulte

## Publications originales
- Cattaneo, 1985 : Il Colubro Ferro di Cavallo dell’isola di Pantelleria: Coluber hippocrepis nigrescens subsp. nova (Reptilia Squamata Colubridae). Atti della Societa Italiana di Scienze Naturali e del Museo Civico di Storia Naturale di Milano, vol. 126, no 3-4, p. 165-184.
- Linnaeus, 1758 : Systema naturae per regna tria naturae, secundum classes, ordines, genera, species, cum characteribus, differentiis, synonymis, locis, ed. 10 (texte intégral).